# Johannes Cornelis Jacobus Mens
Johannes Cornelis Jacobus Mens (Harderwijk, 31 maart 1900 – Neede, 28 juni 1954) was een Nederlands politicus van de VDB en later de VVD. 
Hij werd geboren als zoon van Nicolaas Willem Mens (1869-1942; fotograaf) en Jacoba Johanna Maria Vermeulen (1877-1944). Toen hij in 1926 trouwde was hij ambtenaar bij de posterijen en telegrafie. In de jaren 30 zat hij namens de VDB in de gemeenteraad van Ede en hij is daar ook wethouder en locoburgemeester geweest. Eind 1946 werd Mens benoemd tot burgemeester van Neede. Hij was in 1954 net voor de VVD verkozen tot lid van de Provinciale Staten van Gelderland toen hij plotseling op 54-jarige leeftijd overleed.